# Günter Ramke
Günter Ramke (* 10. September 1930 in Blumenthal; † 14. November 1998 in Bremen) war ein deutscher Politiker. Er war Mitglied der Bremischen Bürgerschaft (CDU).   

## Biografie
Ramke war als selbstständiger Ingenieur in Bremen tätig. 
Er war Mitglied in der CDU in Bremen-Blumenthal und in verschiedenen Funktionen aktiv. Er war für die CDU von 1967 bis 1975 in der 7. und 8. Wahlperiode acht Jahre lang Mitglied der Bremischen Bürgerschaft und in der Bürgerschaft in verschiedenen Deputationen tätig.